# Aliou Sow
Pour les articles homonymes, voir Sow.
Aliou Sow, né le 8 mai 1975 à Kaffrine, est un homme politique sénégalais. Depuis le 17 septembre 2022, il est ministre de la Culture et du Patrimoine historique.
Professeur titulaire des Universités d'Études africaines du CAMES, il est Haut conseiller territorial et Président de la première commission du Haut Conseil des Collectivités territoriales (HCCT), la quatrième institution constitutionnelle du Sénégal depuis 2016.
Président du Mouvement des Patriotes pour le Développement (MPD/LIGGEEY), ancien membre du Parti démocratique sénégalais (PDS), ancien Ministre, ancien Député et ancien Président de Conseil rural (Maire), il est nommé Haut Conseiller des Collectivités Territoriales depuis le 21 octobre 2016 pour un mandat de 5 ans par le président Macky Sall, par décret. Le 13 décembre 2016, il est élu Président de la Commission spéciale no 1 des Études, de la Planification et du Suivi de l'évaluation des politiques de décentralisation, du Développement et d'Aménagement du territoire du HCCT.

## Biographie

### Études
Aliou Sow est né le 8 mai 1975 à Kaffrine. Il a fait ses études primaires à Sikatroum (Kaolack) en 1981-82, Ségré Gatta (Mbirkilane) de 1982 à 1986 et à Haffé (Kaffrine) en 1986-1987. Il a fait ensuite le CEM[Quoi ?] Babacar Cobar N'dao de Kaffrine (1987-1989 année blanche incluse) puis le CEM El Hadji Moustapha N'diaye de Kasnack Kaolack (1989-92) avant d'aller poursuivre ses études secondaires au lycée Valdiodio Ndiaye de Kaolack. Il a obtenu son baccalauréat au Lycée Taiba-ICS de Mboro. Il faisait partie des quatre membres de l'équipe de Génies en herbe[Quoi ?].

### Parcours universitaires
Journaliste de formation (29ème promotion du CESTI), il est titulaire de plusieurs diplômes universitaires du Centre d'études des sciences et techniques de l'information (CESTI): Diplôme Universitaire d'Études en Journalisme, Diplôme Supérieur de Journalisme, d'un Certificat de Maitrise en Sciences de l'Information et de la Communication, d'une Maitrise ès Lettres, d'un DEA d'Études Anglophones ainsi que d'un Doctorat de 3e cycle en Lettres (Anglais) obtenu en 2006 à l'Université Cheikh Anta Diop (UCAD), avec une thèse intitulée La question des relations raciales en Afrique du Sud : enjeux et mécanismes de l'apartheid et son impact sur la condition de non-Blancet d'un Doctorat d'État ès Lettres (2013) sur le sujet: Race, droits humains et intégration économique des Noirs en Afrique du Sud: Évolution et impacts des dynamiques coloniales et des politiques raciales. 
En 2017, Aliou Sow obtient un Master II en Sciences politiques (Sécurité, Défense et Paix) de la Faculté des Sciences juridiques et politiques de l'UCAD et du Centre des Hautes Études de Défense et de Sécurité (CHEDS) des Forces armées sénégalaises (2e Promotion). Il est recruté Assistant stagiaire de Littérature et Civilisations africaines à l'Université Cheikh Anta Diop de Dakar en janvier 2008. 
En mai 2009, il devient Assistant Titulaire. Le 17 juillet 2010, il est inscrit sur la Liste d'Aptitude aux Fonctions de Maitre- Assistant (LAFMA) à l'issue de la 32e session du Conseil africain et malgache pour l'enseignement supérieur (CAMES). Nommé Chargé d'Enseignement en 2014, en juillet 2015, il est admis au grade de Maître de Conférences à l'issue de la 37ème session du CAMES tenue à Libreville, Gabon, et devient Professeur Assimilé du Sénégal en 2016 à la faveur de la réforme des titres au Sénégal. 
Auteur de six livres en français et en anglais et de nombreux articles scientifiques, il a encadré plusieurs mémoires de master et thèse de doctorat. Il est admis au grade de Professeur Titulaire des Universités d'Etudes africaines du CAMES à l'issue de la 41ème session du CAMES tenue à Bangui en République Centrafricaine en juillet 2019.  
Il a été élu plusieurs fois membre du Conseil de la Faculté des Lettres et Sciences Humaines de l'UCAD et Président de l'Amicale des Étudiants de la dite faculté.

### Parcours politiques
Il est élu député à l'Assemblée nationale du Sénégal en 2001 pour devenir quelques mois plus tard Vice-Président du Groupe parlementaire libéral et démocratique cumulativement a ses fonctions de Premier Secretaire Parlementaire du CIP -UEMOA et devient ministre de la Jeunesse en 2002 sous le gouvernement d'Idrissa Seck, puis du 21 avril 2004 au 23 novembre 2006 sous le premier gouvernement de Macky Sall, enfin, du 23 novembre 2006 au 19 juin 2007, ministre de la Jeunesse et de l'Emploi sous le second gouvernement de Macky Sall. Aliou Sow a occupé le poste de Vice-Président de la Fédération Internationale des Jeunesses Libérales et Radicales chargé de l'Afrique (2001-2003).
Insatisfait du poste qu'on lui propose en juin 2007, Aliou Sow refuse de participer au gouvernement de Cheikh Hadjibou Soumaré et Mamadou Lamine Keïta lui succède à la tête du Ministère de la Jeunesse. Il n'accepte pas non plus le poste de directeur de cabinet technique que lui propose le président Abdoulaye Wade.
Réélu député, il rejoint l'Assemblée nationale et y occupe les fonctions de Président de la Commission des Affaires étrangères, de l'Union africaine et des Sénégalais de l'extérieur et de Vice-Président de la Commission politique de l'Assemblée parlementaire de la Francophonie (APF).  
En mai 2009, Aliou Sow intègre l'équipe gouvernementale conduite par Souleymane N'déné N'diaye en devenant Ministre délégué auprès du Ministre d'État, Ministre de l'Intérieur, des Collectivités Locales et de la Décentralisation, Cheikh Tidiane Sy, chargé des Collectivités Locales avant d'être confirmé en octobre de la même année Ministre de la Décentralisation et des Collectivités Locales. Après avoir conduit victorieusement les listes rurale de N'diognick et départementale de M'birkilane de la Coalition SOPI, il est élu Président de Conseil rural et Conseiller régional de Kaffrine.
Secrétaire général de l'Union des jeunesses travaillistes libérales (UJTL), il en est exclu en novembre 2007. Président de la Commission des Affaires étrangères à l'Assemblée nationale, il est évincé de ce poste en juin 2008.
L'Assemblée Parlementaire de la Francophonie (APF) l'a élevé au rang de Commandeur de l'Ordre de la Francophonie et du Dialogue des Cultures, Ordre de la Pléiade en 2009.

## Publications

### Ouvrages
- Le courage d’agir. Une nouvelle vision de la politique au Sénégal, (2014), L’Harmattan, Paris, 2014, 340 p.  (ISBN 978-2-336-30469-4)
- Histoire et problème de l’intégration économique des Noirs en Afrique du Sud. De la race à la classe, L’Harmattan, Paris, 402 p.  (ISBN 978-2-343-05159-8)
- Système de conflits et gouvernance sécuritaire en Sénégambie. Rôles, responsabilités et perspectives des Forces armées et de la CEDEAO, L'Harmattan, Paris, 210 p.  (ISBN 978-2-343-13865-7)